# Eubée (district régional)
Pour l’article homonyme, voir Eubée.
L'Eubée, en grec Περιφερειακή ενότητα Εύβοιας, est un district régional de Grèce de la périphérie de Grèce-Centrale et pour capitale la ville de Chalcis. Le district se compose de l'île d'Eubée, d'une partie des Sporades et d'une petite partie sur le continent.

## Municipalités

### Avant la réforme Kallikratis de 2010

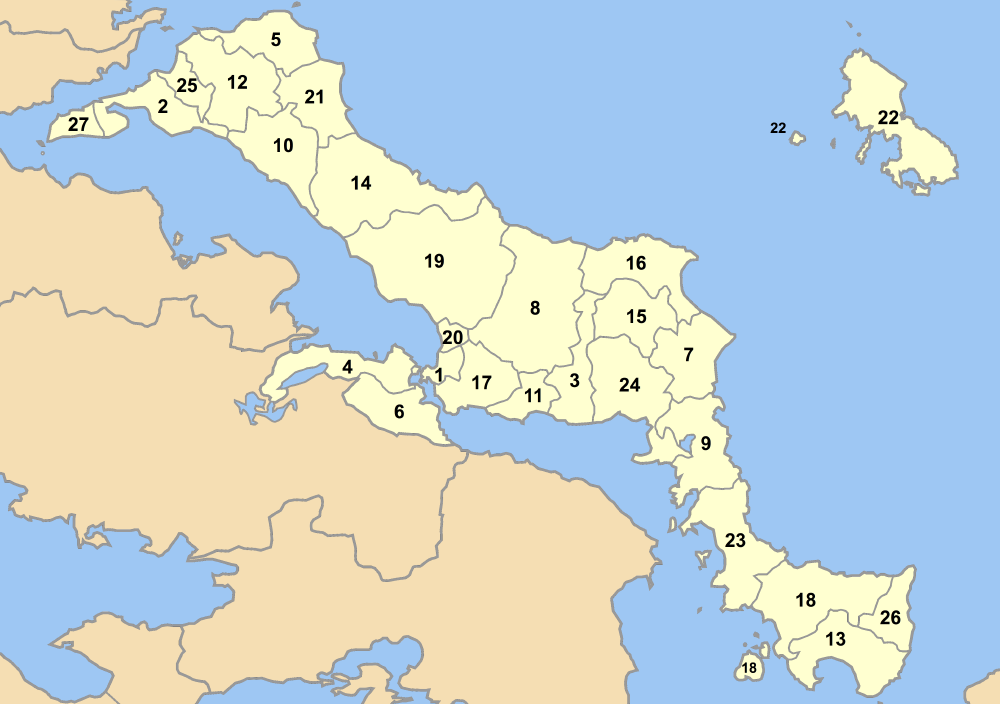
Dèmes et communautés de l'ancien nome d'Eubée.

| Nom de municipalité  | Code de municipalité | Siège          | Code postal |
| -------------------- | -------------------- | -------------- | ----------- |
| Amárynthos           | 1402                 | Amárynthos     | 340 06      |
| Anthidona            | 1403                 | Anthidon       | 341 00      |
| Artemísio            | 1404                 | Artemisio      | 342 00      |
| Aulis                | 1405                 | Aulis          | 341 00      |
| Avlóna               | 1406                 | Avlonári       | 340 09      |
| Carystos             | 1412                 | Karystos       | 340 01      |
| Dème des Chalcidiens | 1426                 | Chalcis        | 341 00      |
| Dème des Dirfyens    | 1407                 | Stení Dírfyos  | 340 14      |
| Dème des Dystiens    | 1408                 | Krieza         | 340 17      |
| Edipsós              | 1401                 | Loutrá Edipsoú | 343 00      |
| Dème des Élymniens   | 1409                 | Límni          | 340 05      |
| Érétrie              | 1410                 | Érétrie        | 340 08      |
| Istiaía              | 1411                 | Istiaía        | 342 00      |
| Kirea                | 1414                 | Mantoúdi       | 340 04      |
| Konistres            | 1415                 | Konistrea      | 340 16      |
| Kými                 | 1416                 | Kými           | 340 03      |
| Lilanti              | 1417                 | Vasiliko       | 340 02      |
| Marmári              | 1419                 | Marmári        | 340 13      |
| Messápia             | 1420                 | Psachná        | 344 00      |
| Néa Artáki           | 1421                 | Néa Artáki     | 346 00      |
| Dème du Nélée        | 1422                 | Aghía Ánna     | 340 10      |
| Oraioi               | 1427                 | Oraioi         | 340 12      |
| Skýros               | 1423                 | Skýros         | 340 07      |
| Dème des Styréens    | 1424                 | Styra          | 340 15      |
| Taminei              | 345 00               | Alivéri        | 345 00      |
| Kafiréas             | 1413                 | Amygdalia      | 340 01      |
| Lichas               | 1418                 | Lichas Evvoias | 343 00      |

### Après laréforme Kallikratis

Dèmes du district régional d'Eubée

| Nom de municipalité      | Siège                                 | Numéro sur la carte |
| ------------------------ | ------------------------------------- | ------------------- |
| Histiée-Edipsós          | Istiaía                               | 4                   |
| Carystos                 | Karystos                              | 5                   |
| Dème des Chalcidiens     | Chalcis                               | 1                   |
| Dírfys-Messápia          | Psachná                               | 2                   |
| Mantoúdi-Límni-Agía Ánna | Límni                                 | 7                   |
| Érétrie                  | Érétrie                               | 3                   |
| Kými-Alivéri             | Alivéri et Kými (capitale historique) | 6                   |
| Skýros                   | Skýros                                | 8                   |